# Generalkommando 54
Das Generalkommando 54 war ein Großverband der Armee des Deutschen Kaiserreiches im Ersten Weltkrieg.

## Gliederung
Es handelte sich beim Generalkommando 54 um ein Generalkommando z. b. V. (Generalkommando zur besonderen Verwendung). Diese entstanden ab 1916 und waren reine Kommandostellen, die militärischen Einheiten wurden ihm nach Bedarf zugeordnet.

## Geschichte
Am 4. September 1916 ernannte der Kaiser Generalleutnant Viktor Kühne zum Führer des neugebildeten Generalkommandos (z. b. V.) Nr. 54. Dieses Generalkommando war zuerst in Verdun eingesetzt und wurde am 12. Oktober an die Ostfront nach Siebenbürgen versetzt. Die sich bei Petroszeny bildende Gruppe „Kühne“ bestand aus der 41., 109. und 301. Infanterie-Division. Das Korps griff Mitte November im Rahmen der 9. Armee zu einer umfassenden Operation in der Schlacht von Targu Jiu ein und erreichte zusammen mit dem Kavalleriekorps Schmettow den Einbruch in die Walachei. Am 20. November gelang der kampflose Einzug in Craiova. Ab 2. Dezember 1916 kämpfte die Gruppe Kühne mit der bayerischen 11. Infanterie-Division verstärkt in der Schlacht am Argesch und stand am 6. Dezember vor Bukarest. Das Generalkommando 54 erzwang dann in der Schlacht bei Rimnicul-Sarat (22.–27. Dezember 1916) den Durchbruch durch die Stellungen der rumänischen 2. Armee (General Averescu) und drängte zusammen mit dem I. Reservekorps in Richtung Focșani vor. Im Januar 1917 wurde das Generalkommando in der Schlacht an der Putna (Kreis Vrancea) eingesetzt und griff mit der 41. und 109. Infanterie-Division bei Mărășești gegen den Sereth an. Es erhielt am 2. Februar 1917 mit General der Infanterie Richard von Kraewel einen neuen Kommandeur.
Unter den folgenden Kommandierenden Generalen General der Infanterie Eduard von Liebert und Generalleutnant Max von Müller war das Generalkommando als Gruppe „Liesse“ der 7. Armee an die Westfront überstellt und an den erfolgreichen Abwehrkämpfen an der Aisne beteiligt. Während der Schlacht bei Malmaison waren dem Generalkommando die 13. Infanterie-Division sowie die 2. und 5. Garde-Division unterstellt. Zusammen mit dem VIII. Reserve-Korps von den Franzosen zwischen 23. und 25. Oktober 1917 angegriffen, ging dabei die Frontecke bei Lauffaux verloren.
Am 20. Januar 1918 wurde Generalleutnant Alfred von Larisch zum Führer des Generalkommandos ernannt, dem zu diesem Zeitpunkt die 5. und 6. Infanterie-Division sowie die 51. Reserve-Division und die 6. Königlich Bayerische Reserve-Division unterstanden.
Es war an dem am 27. Mai 1918 beginnenden deutschen Angriff, der Schlacht bei Soissons und Reims, beteiligt. Am ersten Kampftag wurden in der Hochfläche von Pinon-Chavignon 40 Offiziere und 2000 Mann an Gefangenen eingebracht und ferner 50 Geschütze und über 200 MG erbeutet. Nach weiterem erfolgreichen Vordringen stieß die Kampfgruppe am 30. Mai nordwestlich und westlich von Soissons auf erbitterten Widerstand, der schließlich zum Ende der deutschen Offensive Anfang Juni führte. In der ab 8. August 1918 einsetzenden Offensive der Alliierten konnte das Generalkommando bei der 2. Armee den von ihm verteidigten Gruppenabschnitt nördlich der Somme erfolgreich verteidigen. Bei diesen Kämpfen waren dem Kommando rechts die 233. Infanterie-Division bei Albert, in der Mitte an der Ancre die 54. Reserve-Division und links bei Morlancourt die 27. Division unterstellt. Larisch wurde dafür am 25. August 1918 mit dem Orden Pour le Mérite ausgezeichnet. Vom 22. August bis zum 2. September kämpfte die Gruppe bei Albert-Péronne, vom 8. September für einen Monat in der Siegfriedstellung zwischen Cambrai und St. Quentin und anschließend in der Hermannstellung. Anfang November 1918 zog Larisch sich mit seinen Verbänden auf die Antwerpen-Maas-Stellung zurück.
Nach dem Waffenstillstand von Compiègne führte Larisch die ihm unterstellten Divisionen in die Heimat zurück, wo die Demobilisierung des Generalkommandos am 18. Januar 1919 erfolgte.

## Kommandierender General
| Dienstgrad                             | Name                | Datum                                  |
| -------------------------------------- | ------------------- | -------------------------------------- |
| Generalleutnant                        | Viktor Kühne        | 04. September 1916 bis 2. Februar 1917 |
| General der Infanterie                 | Richard von Kraewel | 02. Februar 1917 bis 25. Februar 1917  |
| General der Infanterie                 | Eduard von Liebert  | 25. Februar 1917 bis 17. Juni 1917     |
| Generalleutnant                        | Max von Müller      | 17. Juni 1917 bis 21. Januar 1918      |
| Generalleutnant/General der Infanterie | Alfred von Larisch  | 21. Januar 1918 bis Kriegsende         |